# Направа (гміна Йорданув)
Направа (пол. Naprawa) — село в Польщі, у гміні Йорданув Суського повіту Малопольського воєводства.
Населення — 2023 особи (2011).
У 1975-1998 роках село належало до Новосондецького воєводства.

## Демографія
Демографічна структура станом на 31 березня 2011 року:
|          | Загалом | Допрацездатний вік | Працездатний вік | Постпрацездатний вік |
| -------- | ------- | ------------------ | ---------------- | -------------------- |
| Чоловіки | 1030    | 266                | 681              | 83                   |
| Жінки    | 993     | 230                | 565              | 198                  |
| Разом    | 2023    | 496                | 1246             | 281                  |